# 羅卓謙
羅卓謙（英語：Law Cheuk Him，1994年6月26日—），香港男子羽毛球運動員。畢業於順德聯誼總會胡少渠紀念小學上午校和仁愛堂田家炳中學。

## 簡歷
2014年9月，羅卓謙代表香港參加南韓仁川舉行的亞運會羽毛球比賽。

## 主要比賽成績
只列出曾進入準決賽的國際賽事成績：
| 年份   | 賽事                 | 公開賽級別 | 項目     | 拍檔   | 成績   |
| ------ | -------------------- | ---------- | -------- | ------ | ------ |
| 2015年 | 中華台北羽毛球大獎賽 | 大獎賽     | 男子雙打 | 陳子傑 | 準決賽 |
| 2021年 | 巴林羽毛球國際系列賽 | 國際系列賽 | 混合雙打 | 楊雅婷 | 亞軍   |
| 2021年 | 巴林羽毛球國際挑戰賽 | 國際挑戰賽 | 混合雙打 | 楊雅婷 | 冠軍   |
| 2022年 | 斯洛伐克羽毛球公開賽 | 未來系列賽 | 男子雙打 | 李晉熙 | 亞軍   |
| 2022年 | 荷蘭羽毛球國際賽     | 國際系列賽 | 男子雙打 | 李晉熙 | 準決賽 |
| 2022年 | 荷蘭羽毛球國際賽     | 國際系列賽 | 混合雙打 | 楊雅婷 | 準決賽 |

| 2007-2017年 | 首要超級賽 | 超級賽 | 黃金大獎賽 | 大獎賽 | 國際挑戰賽 | 國際系列賽 | 未來系列賽 | 其他 |

| 2018-2026年 | 總決賽 | 超級1000賽 | 超級750賽 | 超級500賽 | 超級300賽 | 超級100賽 | 國際挑戰賽 | 國際系列賽 | 未來系列賽 | 其他 |

### 奧運會和世錦賽參賽紀錄
|          | 搭檔   | 2017 |
| -------- | ------ | ---- |
| 男子雙打 | 李晉熙 | 48強 |